# ディープ (ナイアシンのアルバム)
『ディープ』（Deep）は、アメリカ合衆国のフュージョン・バンド、ナイアシンが1999年に発表した3作目のスタジオ・アルバム。日本で先行発売された。

## 背景
「ミーン・ストリート」はヴァン・ヘイレンのカヴァーで、本作ではインストゥルメンタルとして取り上げられた。「シングス・エイント・ライク・ゼイ・ユースト・トゥ・ビー」には、グレン・ヒューズとスティーヴ・ルカサーがゲスト参加した。

## 評価
『CDジャーナル』のミニ・レビューでは「どの曲もシンプルなリフを土台にした、相変わらず三人の即興性が前面に出た作り」と評されている。また、デヴィッド・R・アドラーはオールミュージックにおいて5点満点中2.5点を付け「"Panic Button"と"Sugar Blues"におけるビリー・シーンのベース・ソロが聴き所だが、実際のところ、このレコードは殆ど全編がベース・ソロと言える」「聴いた後には少々疲れを感じるサウンドだが、肉体派かつ技巧派のフュージョンが好きであれば、ナイアシンは聴くに値するバンドである」と評している。

## 収録曲
特記なき楽曲はジョン・ノヴェロとビリー・シーンの共作。
1. スイング・スワング・スワング - "Swing Swang Swung" - 3:48
2. ベスト・レイド・プランズ - "Best Laid Plans" - 4:25
3. シュガー・ブルース - "Sugar Blues" - 5:50
4. ストンピン・グラウンド - "Stompin' Ground" - 5:03
5. ブルー・モンド - "Blue Mondo" - 5:56
6. パニック・ボタン - "Panic Button" - 5:37
7. ブートレッグ・ジーンズ - "Bootleg Jeans" - 7:00
8. ミーン・ストリーツ - "Mean Streets" (David Lee Roth, Edward Van Halen, Michael Anthony, Alex Van Halen) - 5:37
9. ディス・ワン・コールド - "This One's Called..." - 3:46
10. クランキファイド - "Klunkified" - 2:58
11. ラッタ・マッキュー - "Ratta McQue" - 3:48
12. シングス・エイント・ライク・ゼイ・ユースト・トゥ・ビー - "Things Ain't Like They Used to Be" - 7:25

### 日本盤ボーナス・トラック
1. RY-30 - "Ry-30" - 3:01

### アメリカ盤ボーナス・トラック
1. "Bluesion" - 4:18

## 参加ミュージシャン
- ジョン・ノヴェロ - ハモンドオルガン、ピアノ、ローズ・ピアノ
- ビリー・シーン - ベース、リズムギター(on #12)
- デニス・チェンバース - ドラムス

アディショナル・ミュージシャン
- グレン・ヒューズ - ボーカル(on #12)
- スティーヴ・ルカサー - リードギター(on #12)